# Чечужино (Козельщинский район)
Чечужино (укр. Чечужине) — село,
Бреусовский сельский совет,
Козельщинский район,
Полтавская область,
Украина.
Код КОАТУУ — 5322080410. Население по переписи 2001 года составляло 46 человек.

## Географическое положение
Село Чечужино находится между сёлами Александровка Вторая и Новосёловка (0,5 км).
По селу протекает пересыхающий ручей с запрудой.

## Известные жители и уроженцы
- Логвиненко, Николай Афанасьевич (1927—1996) — Герой Социалистического Труда.